# أنتوني فالنتاين
أنتوني فالنتاين (بالإنجليزية: Anthony Valentine)‏ هو ممثل بريطاني، ولد في 17 أغسطس 1939 في المملكة المتحدة، وتوفي بنفس المكان في 2 ديسمبر 2015 بسبب مرض باركنسون.

## وصلات خارجية
- أنتوني فالنتاين على موقع IMDb (الإنجليزية)
- أنتوني فالنتاين على موقع ميوزك برينز (الإنجليزية)
- أنتوني فالنتاين على موقع قاعدة بيانات الفيلم (الإنجليزية)